# Кубок шотландської ліги з футболу 1998—1999
Кубок шотландської ліги 1998–1999 — 53-й розіграш Кубка шотландської ліги. Змагання проводиться за системою «плей-оф», де і визначають переможця. Переможцем став Рейнджерс.

## Календар
| Раунд        | Дата              | Матчі | Клуби   |
| ------------ | ----------------- | ----- | ------- |
| Перший раунд | 1 серпня 1998     | 12    | 40 → 28 |
| Другий раунд | 8 серпня 1998     | 12    | 28 → 16 |
| 1/8 фіналу   | 18-19 серпня 1998 | 8     | 16 → 8  |
| 1/4 фіналу   | 8-9 вересня 1998  | 4     | 8 → 4   |
| 1/2 фіналу   | 25-27 жовтня 1988 | 2     | 4 → 2   |
| Фінал        | 29 листопада 1988 | 1     | 2 → 1   |

## Перший раунд
| Команда 1           | Рахунок      | Команда 2                     |
| ------------------- | ------------ | ----------------------------- |
| 1 серпня 1998       |              |                               |
| Арброт (3)          | 0:1          | Клайдбанк (2)                 |
| Бріхін Сіті (4)     | 2:2 пен. 2:3 | Гамільтон Академікал (2)      |
| Клайд (3)           | 1:1 пен. 3:4 | Бервік Рейнджерс (4)          |
| Ковденбіт (4)       | 0:2          | Лівінгстон (3)                |
| Дамбартон (4)       | 0:4          | Аллоа Атлетік (3)             |
| Іст Файф (3)        | 3:2          | Партік Тісл (3)               |
| Форфар Атлетік (3)  | 0:1          | Стерлінг Альбіон (3)          |
| Квін оф зе Саут (3) | 1:4          | Інвернесс Каледоніан Тісл (3) |
| Квінз Парк (4)      | 1:3          | Ейр Юнайтед (2)               |
| Росс Каунті (4)     | 4:1          | Монтроз (4)                   |
| Стенхаузмур (4)     | 1:0          | Іст Стерлінгшир (4)           |
| Странрар (2)        | 1:1 пен. 3:2 | Альбіон Роверз (4)            |

## Другий раунд
| Команда 1                     | Рахунок      | Команда 2            |
| ----------------------------- | ------------ | -------------------- |
| 8 серпня 1998                 |              |                      |
| Рейт Роверз (2)               | 2:0          | Клайдбанк (2)        |
| Гамільтон Академікал (2)      | 1:2          | Гіберніан (2)        |
| Бервік Рейнджерс (4)          | 1:5          | Фолкерк (2)          |
| Лівінгстон (3)                | 1:0          | Данфермлін Атлетік   |
| Данді                         | 0:1          | Аллоа Атлетік (3)    |
| Іст Файф (3)                  | 0:1          | Мотервелл            |
| Данді Юнайтед                 | 2:2 пен. 3:0 | Стерлінг Альбіон (3) |
| Інвернесс Каледоніан Тісл (3) | 0:3          | Абердин              |
| Сент-Міррен (2)               | 1:3          | Ейр Юнайтед (2)      |
| Грінок Мортон (2)             | 0:1          | Росс Каунті (4)      |
| Стенхаузмур (4)               | 0:2          | Ейрдріоніанс (2)     |
| Сент-Джонстон                 | 3:0          | Странрар (2)         |

## 1/8 фіналу
| Команда 1         | Рахунок | Команда 2         |
| ----------------- | ------- | ----------------- |
| 18 серпня 1998    |         |                   |
| Рейнджерс         | 4:0     | Аллоа Атлетік (3) |
| Мотервелл         | 0:2     | Ейр Юнайтед (2)   |
| Кілмарнок         | 3:1     | Лівінгстон (3)    |
| Фолкерк (2)       | 0:1     | Сент-Джонстон     |
| 19 серпня 1998    |         |                   |
| Росс Каунті (4)   | 2:0     | Данді Юнайтед     |
| Гіберніан (2)     | 1:0     | Абердин           |
| Гарт оф Мідлотіан | 4:2     | Рейт Роверз (2)   |
| Ейрдріоніанс (2)  | 1:0     | Селтік            |

## 1/4 фіналу
| Команда 1         | Рахунок      | Команда 2        |
| ----------------- | ------------ | ---------------- |
| 8 вересня 1998    |              |                  |
| Ейр Юнайтед (2)   | 0:2          | Рейнджерс        |
| Кілмарнок         | 0:1          | Ейрдріоніанс (2) |
| Сент-Джонстон     | 4:0          | Гіберніан (2)    |
| 9 вересня 1998    |              |                  |
| Гарт оф Мідлотіан | 1:1 пен. 3:0 | Росс Каунті (4)  |

## 1/2 фіналу
| Команда 1      | Рахунок | Команда 2         |
| -------------- | ------- | ----------------- |
| 25 жовтня 1998 |         |                   |
| Рейнджерс      | 5:0     | Ейрдріоніанс (2)  |
| 27 жовтня 1998 |         |                   |
| Сент-Джонстон  | 3:0     | Гарт оф Мідлотіан |

## Фінал
| 29 листопада 1998 |

| Рейнджерс             | 2:1      | Сент-Джонстон |
| --------------------- | -------- | ------------- |
| Гіварш 6' Альберц 37' | Протокол | Дасович 8'    |

| Селтік-парк, Глазго Глядачів: 45 533 Арбітр: Г'ю Даллас |